# Hasanul Haq Inu

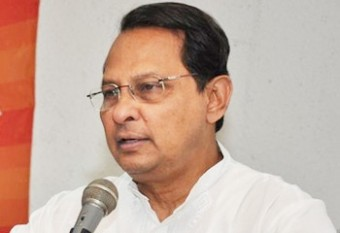
Hasanul Haq Inu 2015

Hasanul Haq Inu (bengalisch হাসানুল হক ইনু, geb. 12. November 1946) ist ein Politiker in Bangladesch und ehemaliger Informationsminister. Er führt eine Fraktion der Partei Jatiyo Samajtantrik Dal und war in den 1970ern an einem Kommunistischen Aufstand (১৯৭২–১৯৭৫ বাংলাদেশে কমিউনিস্ট বিদ্রোহ) beteiligt.

## Leben

### Jugend und Ausbildung
Inu wurde in Bheramara Upazila, Kushtia geboren. Seine Eltern waren A H M Qamrul Haq, ein Angestellter in den Karnaphuli Paper Mills, und Begum Hasna Hena Haq. Inu erwarb 1970 einen Abschluss in Chemical Engineering der East Pakistan University of Engineering and Technology.

### Politisches Engagement
Inu schloss sich 1968 der Bangladesh Chhatra League, der Studentenorganisation der Bangladesh Awami League an und wurde 1969 zum Generalsekretär der Engineering University Unit.

### 1972–1975
Nach dem Unabhängigkeitskrieg spaltete sich die Bangladesh Chhatra League aufgrund von ideologischen Differenzen zwischen Scheich Mujibur Rahmans Neffen Scheich Fazlul Haque Mani und Serajul Alam Khan. Khan bildete die Jatiya Samajtantrik Dal, welcher sich Inu anschloss.
Die Partei rief dazu auf Sozialismus durch eine bewaffnete Revolution durchzusetzen. Der bewaffnete Arm der Partei, Gonobahini, führte einen gewalttätigen Aufstand gegen die Regierung von Scheich Mujibur Rahman. 1974 führte Hasanul Haq Inu eine Gruppe an, welche die Residenz des damaligen Innenministers Mansur Ali angriff. Das führte zum Ramna-Massaker. Er verteilte auch gegen die Regierung gerichtete Flugblätter.

### Nach der Ermordung von Scheich Mujibur Rahman
Nach der Ermordung von Scheich Mujibur Rahman und dessen Familie 1975 befreite Inu zusammen mit dem Militärführer der Gonobahini, Colonel Abu Taher den Armeechef Ziaur Rahman aus dem Hausarrest, um eine marxistische Machtübernahme zu ermöglichen. Am 7. November 1975 führte Inu einen Angriff auf die indische Hochkommission um den High Commissioner Samar Sen zu entführen.
Ziaur Rahman wurde sich darüber klar, dass das Durcheinander durch die Meuterei der Soldaten (জাতীয় বিপ্লব ও সংহতি দিবস) streng bestraft werden musste, wenn die Disziplin in der Armee (বাংলাদেশ সেনাবাহিনী) wiederhergestellt werden sollte. Ziaur Rahman erklärte das Kriegsrecht und zerschlug die Jatiyo Samajtantrik Dal. Abu Taher wurde von einem Militärtribunal zum Tode verurteilt unter der Anklage des Hochverrats und Inu wurde zu einer Lebenslangen Freiheitsstrafe verurteilt.

### Ab 2008
Inu wurde 2008 für den Wahlkreis Kushtia-2 in das Parlament gewählt. Er ist der Präsident der Fraktion der Jatiyo Samajtantrik Dal, welche der von der Awami-Liga geführten Koalitionsregierung angehört. Er wurde 2012 zum Informationsminister ernannt in Nachfolge von Abul Kalam Azad. Die Ernennung erfolgte trotz Protesten von bedeutenden Führern der Awami-Liga.

## 2018
Als einziger hochrangiger Minister von Bangladesch protestierte Hasanul Haq öffentlich gegen die Äußerungen von Amit Shah, dem Präsidenten der indischen Bharatiya Janata Party, in welchen dieser illegal nach Indien eingewanderte Bangladeshis als „Termiten“ bezeichnet hatte. Inu sagte bei einer öffentlichen Kundgebung: „Amit Shah hat eine unerwünschte Bemerkung gemacht, indem er Bangladescher als Termiten bezeichnet hat. Wir in Dhaka messen seiner Aussage keine Bedeutung bei, da sie nicht die Ernsthaftigkeit einer offiziellen Erklärung Indiens trägt.“ Seine Kommentare wurden in den indischen Medien weit verbreitet und von den Nutzern sozialer Medien in Bangladesch begrüßt.
Andere Politiker aus Awami-Liga und Opposition machen ihn jedoch für die Ermordung von Mujibur Rahman 1975 verantwortlich. Der Führer der Bangladesh Nationalist Party, Ruhul Kabir Rizvi, kommentierte die Aktivitäten von Inu in den Jahren 1972 bis 1975: „Inus Haltung war zu dieser Zeit wie die der militanten Kingpins Laden, Zawahiri und Scheich Abdur Rahman.“ („Inu’s attitude at that time was like that of militant kingpins Laden, Zawahiri and Shaykh Abdur Rahman.“) Er forderte einen Prozess für seine Verbrechen vor dem Volksgericht.